# 霍耶哈根
霍耶哈根是德国下萨克森州的一个市镇。总面积22.67平方公里，总人口1070人，其中男性517人，女性553人（2011年12月31日），人口密度47人/平方公里。